# 성균관 스캔들
《성균관 스캔들》은 2010년 8월 30일부터 2010년 11월 2일까지 KBS 2TV에서 방송된 KBS 2TV 월화 드라마다.

## 개요
본 드라마의 특징으로서, 소설가 정은궐 작가의 '성균관 유생들의 나날'을 원작으로 극화한 청춘 사극 드라마로 기획한 것이다.
프로그램 기획서에 기재된 청춘 사극물 '성균관 스캔들'의 기획 의도는 다음과 같다.

1. 사극의 새로운 주무대, '성균관(成均館)'
모르는 사람은 아무도 없다. 그러나 제대로 아는 사람 또한 없는 그곳, 성균관. 언제나 배경에만 머물렀던 그곳, 이번엔 주인공이다.
글 읽는 소리 낭랑하게 들려오는 명륜당이 성균관의 전부는 아니다. 불꽃이 튀는 정치투쟁의 장이며 목숨 걸고 절대 권력, 군왕에게 직언을 하던 벽서가 나붙고 범인을 잡고자 숨 막히는 추격전이 벌어지는 땀내나는 곳이다. 무엇보다 모든 금기를 넘어 벗과 사랑 앞에 당당하고자 했던 탐 날만큼 싱그러운 젊음이 넘실대는 그 곳, 성균관.
500년 역사를 자랑하는 국학, 성균관을 사극 역사상 처음으로 재조명하고 우리 시대 배움의 의미를 묻는다.
2. 치열한 젊음, 청춘 성장 드라마
차디찬 세상, 오직 "믿을 건, 나 하나 뿐"이라고 생각했던 윤희가 "오만한 원칙 주의자" 선준, "시대의 반항아" 재신, "냉소 주의자" 용하를 만나 유생 하나로 들어왔으나 성균(成均 - 조화를 이루어 어우러짐)이 되는 이야기.
개성 강한 캐릭터들이 만들어 내는 건강하고 유쾌한 이야기. 어렵사리 청춘을 통과해가는 젊은 벗들에게... 그 시절이 못내 그리운 어른들에게... 오늘 밤 자고 일어나면 한뼘이라도 더 자라 있길 바라는 모든 이에게 씩씩하게 다가가 어깨를 토닥토닥 두드려 주는 이야기.

## 등장인물

### 주요 인물 (잘금 4인방)
- 박민영 : 김윤희 (대물) 역 (아역 : 방준서)
- 박유천 : 이선준 (가랑) 역
- 유아인 : 문재신 (걸오) 역
- 송중기 : 구용하 (여림) 역

### 주변 인물
- 서효림 : 하효은 역
- 故전태수 : 하인수 역
- 강성필 : 임병춘 역
- 지남혁 : 설고봉 역
- 채병찬 : 강무 역
- 김민서 : 초선 역

### 조정 사람들
- 김갑수 : 이정무 역 - 좌의정, 노론의 영수, 선준의 아버지
- 이재용 : 하우규 역 - 병조판서, 인수와 효은의 아버지
- 조성하 : 정조 역
- 김익태 : 채제공 역 - 영의정
- 최동준 : 문근수 역 - 대사헌, 소론의 영수, 재신의 아버지

### 성균관 사람들
- 안내상 : 정약용 역 - 성균관 박사
- 김하균 : 최신묵 역 - 성균관 대사성
- 김영배 : 고장복 역 - 성균관 서리
- 김정균 : 안도현 역
- 박근수 : 유창익 역 - 성균관 박사
- 장세현 : 김우탁 역
- 황찬우 : 배해원 역
- 주아성 : 남명식 역
- 임영필 : 함춘호 역 - 성균관 서리

### 그 외 사람들
- 김미경 : 조씨 부인 역 - 윤희와 윤식의 어머니
- 김광규 : 황가 역 - 세책방 주인
- 박동빈 : 병판집사 역
- 하민재 : 김윤식 역 - 윤희의 남동생 (아역 : 김태준)
- 류담 : 순돌 역 - 선준의 시종
- 성현주 : 버들이 역 - 효은의 시종
- 임윤정 : 앵앵 역 - 모란각의 기녀
- 정하윤 : 섬섬 역 - 모란각의 기녀
- 조이삼 : 소론유생1 역
- 백재호 : 소론유생2 역
- 김용호 : 관군대장 역
- 엄보용 : 천동 역 - 성균관 재직아이
- 김단율 : 복동 역 - 성균관 재직아이
- 이민호 : 복수 역 - 도난사건의 진범, 복동의 형
- 오나미 : 미현 역 - 효은의 친구
- 안남희 : 정현 역 - 효은의 친구
- 배유빈 : 부랑자 소녀 역
- 연송하 : 홍이 역 - 병춘의 여동생
- 남명렬 : 김승헌 역 - 윤희와 윤식의 아버지
- 이두익 : 문영신 역 - 재신의 형
- 유희석
- 조성희
- 민준현
- 이슬하
- 박진서 : 청벽서 역

### 특별 출연
- 이인 : 박달재 역 (1회)
- 이원종 : 박수무당 (8회)
- 박철민 : 윤형구 역 - 한성부 참군 (9회, 17~18회)
- 고인범 : 송용태 역 - 시전상인 (9회~10회)
- 이달형 : 용하의 아버지 역 (17회)
- 설지윤 : 퇴기 역 (17~18회)

## 제작진
- 연출 : 김원석, 황인혁 (KBS 드라마본부 PD)
- 극본 : 김태희
- 총괄프로듀서 : 이강현 (KBS 드라마본부 EP - 2~3회, 20회)
- 책임프로듀서 : 곽기원 (KBS 드라마운영팀 CP)
- 프로듀서 : 유건식
- 제작 : 김동래, 백창주
- 제작총괄 : 이현욱
- 촬영 : 김승호, 민병우(5회~20회)
- 조명 : 최종근, 안은상(5회~20회)
- 동시녹음 : 이상훈
- 무술 : 한정욱
- 미술 : 이항
- 의상 : 이진희
- 음악 : 엄기엽
- 편집 : 이현미, 이영림
- 조연출 : 이은호, 이주형(포스트 프로덕션 감독)

## 시청률
최저 시청률과 최고 시청률은 시청률 조사회사와 지역별로 시청률에 차이가 있을 수 있습니다.
| 2010년          | 2010년          | 2010년         | 2010년       | 2010년         | 2010년       |
| 회차            | 방송일          | TNMS 시청률    | TNMS 시청률  | AGB 시청률     | AGB 시청률   |
| 회차            | 방송일          | 대한민국(전국) | 서울(수도권) | 대한민국(전국) | 서울(수도권) |
| --------------- | --------------- | -------------- | ------------ | -------------- | ------------ |
| 제1회           | 8월 30일        | 7.7%           | 8.1%         | 6.3%           | 7.7%         |
| 제2회           | 8월 31일        | 7.2%           | 8.6%         | 6.3%           | 7.0%         |
| 제3회           | 9월 6일         | 8.0%           | 9.9%         | 7.3%           | 8.3%         |
| 제4회           | 9월 7일         | 7.6%           | 8.3%         | 7.5%           | 8.7%         |
| 제5회           | 9월 13일        | 7.8%           | 8.2%         | 8.0%           | 9.4%         |
| 제6회           | 9월 14일        | 8.0%           | 9.6%         | 8.4%           | 8.4%         |
| 제7회           | 9월 20일        | 9.7%           | 9.0%         | 8.7%           | 9.1%         |
| 제8회           | 9월 21일        | 8.2%           | 9.8%         | 7.9%           | 8.5%         |
| 제9회           | 9월 27일        | 9.8%           | 9.2%         | 9.2%           | 9.6%         |
| 제10회          | 9월 28일        | 10.1%          | 9.3%         | 10.2%          | 10.6%        |
| 제11회          | 10월 4일        | 9.2%           | 8.8%         | 10.4%          | 10.5%        |
| 제12회          | 10월 5일        | 9.9%           | 9.7%         | 10.7%          | 11.1%        |
| 제13회          | 10월 11일       | 11.2%          | 11.1%        | 12.8%          | 13.1%        |
| 제14회          | 10월 12일       | 10.3%          | 10.1%        | 10.9%          | 10.9%        |
| 제15회          | 10월 18일       | 13.0%          | 13.0%        | 13.1%          | 14.0%        |
| 제16회          | 10월 19일       | 13.7%          | 13.7%        | 14.3%          | 15.1%        |
| 제17회          | 10월 25일       | 12.9%          | 13.1%        | 13.0%          | 13.9%        |
| 제18회          | 10월 26일       | 12.0%          | 11.9%        | 12.6%          | 13.4%        |
| 제19회          | 11월 1일        | 12.5%          | 12.2%        | 11.8%          | 12.6%        |
| 제20회          | 11월 2일        | 13.3%          | 13.2%        | 12.8%          | 13.4%        |
| 전체 평균시청률 | 전체 평균시청률 | 10.1%          | 10.3%        | 10.1%          | 10.8%        |

## 사운드 트랙
다음은 오리지널 사운드트랙(OST) 싱글 앨범에 포함된 곡들이며, 정렬기준은 출시 순입니다.

### 성균관 스캔들 OST
| #            | 제목                                           | 작사               | 작곡         | 재생 시간 |
| ------------ | ---------------------------------------------- | ------------------ | ------------ | --------- |
| 1.           | 〈성균관 스캔들〉                              |                    | 김의석       | 0:52      |
| 2.           | 〈찾았다〉 (JYJ)                               | 최용찬, 한얼, 기범 | 최용찬       | 3:22      |
| 3.           | 〈그대를 그리다〉 (연정)                       | 박민우, K          | 이정규       | 3:06      |
| 4.           | 〈Too Love〉 (김준수)                          | 김은성, 루이       | 박성일       | 3:42      |
| 5.           | 〈너에겐 이별 나에겐 기다림〉 (김재중)         | 박성일             | 박성일       | 5:02      |
| 6.           | 〈청춘스캔들〉 (이민영)                        | 류용재             | 박성일       | 3:42      |
| 7.           | 〈Sad To Say〉 (동욱)                          | 루이               | 박성일       | 4:03      |
| 8.           | 〈사랑이란〉 (정선아)                          | 박경돈, 기범       | 박경돈       | 3:35      |
| 9.           | 〈그대를 그리다 (Acoustic Ver.)〉 (나라)       | 박민우, K          | 이정규       | 3:04      |
| 10.          | 〈너에겐 이별 나에겐 기다림 (Voice Ver.)〉 (K) | 박성일             | 박성일       | 5:02      |
| 11.          | 〈자운영〉                                     |                    | 송재경       | 2:06      |
| 12.          | 〈Trouble Maker〉                              |                    | 서민영       | 1:49      |
| 13.          | 〈유생들의 나날〉                              |                    | 엄기엽       | 1:52      |
| 총 재생 시간 | 총 재생 시간                                   | 총 재생 시간       | 총 재생 시간 | 41:16     |

### 성균관 스캔들 OST Part. 2
- 2010년 발매된 첫번째 OST에 미수록된 7곡이 2012년 발매된 Part.2 앨범을 통해 공개되었다.

| #            | 제목                               | 작곡         | 재생 시간 |
| ------------ | ---------------------------------- | ------------ | --------- |
| 1.           | 〈꽃바람 부는 길 (윤희테마)〉      | 엄기엽       | 2:05      |
| 2.           | 〈달의 향기를 품고〉               | 엄기엽       | 3:26      |
| 3.           | 〈비루(悲淚)〉                     | 엄기엽       | 2:52      |
| 4.           | 〈성균관 해프닝〉                  | 엄기엽       | 1:28      |
| 5.           | 〈잘금4인방〉                      | 엄기엽       | 1:23      |
| 6.           | 〈찔끔4인방〉                      | 엄기엽       | 1:42      |
| 7.           | 〈화조월석 (선준, 윤희의 사랑가)〉 | 엄기엽       | 1:48      |
| 총 재생 시간 | 총 재생 시간                       | 총 재생 시간 | 14:44     |

### 성균관 스캔들 OST 발렌타인 에디션
- 2011년 일본 방영 후 이듬해 발렌타인 데이에 맞춰 스페셜 앨범으로 발매되었다. Disc 1에는 성균관 스캔들 첫번째 OST의 13곡이, Disc 2에는 두번째 OST의 7곡과 함께 14개의 미발표곡이 수록되어 있다. 미발표곡이 포함된 Disc 2의 구성은 다음과 같다.

| #            | 제목                                       | 작곡         | 일본어 제목                                  | 재생 시간 |
| ------------ | ------------------------------------------ | ------------ | -------------------------------------------- | --------- |
| 1.           | 〈꽃바람 부는 길〉                         | 엄기엽       | 春風吹く道                                   | 2:05      |
| 2.           | 〈달의 향기를 품고〉                       | 엄기엽       | 月の香り                                     | 3:26      |
| 3.           | 〈비루〉                                   | 엄기엽       | 悲しみの涙                                   | 2:52      |
| 4.           | 〈성균관 해프닝〉                          | 엄기엽       | 成均館ハプニング                             | 1:28      |
| 5.           | 〈잘금4인방〉                              | 엄기엽       | ジャルクム4 人組                             | 1:23      |
| 6.           | 〈찔끔4인방〉                              | 엄기엽       | チルクム4 人組                               | 1:42      |
| 7.           | 〈화조월석〉                               | 엄기엽       | 朝咲く花、夕べの月                           | 1:48      |
| 8.           | 〈기방의 유혹〉                            |              | 娼館の誘惑                                   | 2:05      |
| 9.           | 〈성균관 Mistery〉                         |              | 成均館ミステリー                             | 1:05      |
| 10.          | 〈반수의 흐르는 검은 띠〉                  |              | 暗闇の泮水(バンス)                           | 1:46      |
| 11.          | 〈Cute Conspiracy〉                        |              | Cute Conspiracy                              | 1:46      |
| 12.          | 〈Hopeful Students〉                       |              | Hopeful Students                             | 2:10      |
| 13.          | 〈Promising Days〉                         |              | Promising Days                               | 2:13      |
| 14.          | 〈Tense College〉                          |              | Tense College                                | 2:06      |
| 15.          | 〈Young Scholar〉                          |              | Young Scholar                                | 1:37      |
| 16.          | 〈Against The Wind〉                       |              | Against The Wind                             | 1:55      |
| 17.          | 〈재신의 테마〉                            |              | ジェシンのテーマ                             | 2:06      |
| 18.          | 〈선준의 테마〉                            |              | ソンジュンのテーマ                           | 2:31      |
| 19.          | 〈You 'n Me〉                              |              | You 'n Me                                    | 3:17      |
| 20.          | 〈그대를 그리다 (Piano Ver.)〉             | 이정규       | あなたが恋しい (Piano Ver.)                  | 2:11      |
| 21.          | 〈너에겐 이별 나에겐 기다림 (Piano Ver.)〉 | 박성일       | 君には別れ 僕には待つということ (Piano Ver.) | 2:36      |
| 총 재생 시간 | 총 재생 시간                               | 총 재생 시간 | 총 재생 시간                                 | 44:14     |

## 이모저모
- 한국콘텐츠진흥원의 '2010 글로벌 프론티어 프로젝트'에 선정된 작품이므로, 연기력이 검증된 청춘 스타들을 드라마 주연급에 전격 기용하고, 민감한 역사 왜곡 시비 방지 차원에서 픽션과 코미디 등 두 가지 요소를 가미하여, 작품성과 대중성까지 인정 받아 북미와 유럽, 일본 등 동아시아 국가를 비롯한 전 세계 30여개 국에서 동시 방영한 바 있다.

## 수상 경력
- 2010년 KBS 연기대상
  - 중편드라마 여자우수상, 네티즌상, 베스트커플상 : 박민영
  - 남자신인연기상, 네티즌상, 베스트커플상 : 박유천
  - 남자인기상, 베스트커플상 : 송중기
  - 베스트커플상 : 유아인

- 2011년 제47회 백상예술대상
  - TV부문 남자신인연기상, 인기상 : 박유천
  - TV부문 신인연출상 : 김원석

- 2011년 제6회 서울 드라마 어워즈
  - 한류드라마 우수작품상
  - 한류드라마 남자배우상, 네티즌인기상 : 박유천

- 2011년 제38회 한국방송대상
  - 중단편 드라마 부문 작품상

- 2011년 제4회 코리아 드라마 어워즈
  - 연출상 : 김원석

- 2012년 뉴욕TV 페스티벌
  - 텔레비전 엔터테인먼트 스페셜 미니시리즈 부문 동상

## 경쟁 프로그램
- 《동이》 (MBC)
- 《역전의 여왕》 (MBC)
- 《자이언트》 (SBS)

## 동일 소재 드라마
- 홍천기 (SBS 월화 드라마 - 2021년 하반기 방영작)
- 옷소매 붉은 끝동 (MBC 금토 드라마 - 2021년 하반기 방영작)
- 꽃선비열애사 (SBS 월화 드라마 - 2023년 상반기 방영작)